# Nachal Gazit
Nachal Gazit (hebrejsky: נחל גזית) je vádí v severním Izraeli, v Dolní Galileji.
Začíná v nadmořské výšce necelých 200 metrů na severním okraji náhorní planiny Ramot Isachar, na svazích vrchu Giv'at Gazit. Vádí směřuje k severovýchodu, po západním okraji míjí vesnicí Gazit a zařezává se do okolního terénu. Ústí pak zprava do vádí Nachal Šumar.